# Christiaan August van Saksen-Zeitz
Christiaan August van Saksen-Zeitz (Zeitz, 9 oktober 1666 - Regensburg, 23 augustus 1725) was een Duitse prins en aartsbisschop van Hongarije.
Christiaan August was de zoon van Maurits van Saksen-Zeitz en van Dorothea Maria van Saksen-Weimar; hij was ridder in de Duitse Orde. In 1693 bekeerde hij zich tot het katholicisme en werd domproost in Keulen (1696–1725), bisschop van Raab (1696–1725) en in 1706 kardinaal, gecreëerd door paus Clemens IX.
August de Sterke moest overgaan naar het katholicisme om koning van Polen te kunnen worden en het was bisschop Christiaan August, zijn neef, die hem in het geheim in het katholieke geloof onderrichtte. August trad in juni 1697 eerst besloten in de katholieke hofkapel van Baden bei Wien en vervolgens in het openbaar in Deutsch-Piekar nabij Oppeln toe tot het rooms-katholieke geloof en legde de geloofsbelijdenis af ten overstaan zijn Christiaan August.
Deze werd in 1707 benoemd tot aartsbisschop van Esztergom (Gran), waardoor hij ook primaat van Hongarije was. In het Hongaars luidt zijn naam Keresztély Ágost. Hij was tevens vertegenwoordiger van de keizer in de rijksdag van Regensburg. Na de overwinning op de Turken in Belgrado in 1717 organiseerde Christiaan August, als vertegenwoordiger van keizer Karel VI, een groots feest in Regensburg.